# Svartbandufsa
Svartbandufsa  (norwegisch für Schwarzbandkliff) ist ein Felsenkliff im ostantarktischen Königin-Maud-Land. In der Kirwanveggen ragt es an der Südwestflanke des Tverreggbreen auf.
Norwegische Kartographen, die es auch deskriptiv benannten, kartierten das Kliff anhand von Vermessungen und Luftaufnahmen der Norwegisch-Britisch-Schwedischen Antarktisexpedition (1949–1952) und Luftaufnahmen der Dritten Norwegischen Antarktisexpedition (1956–1960) aus den Jahren von 1958 bis 1959.